# Oggelshausen

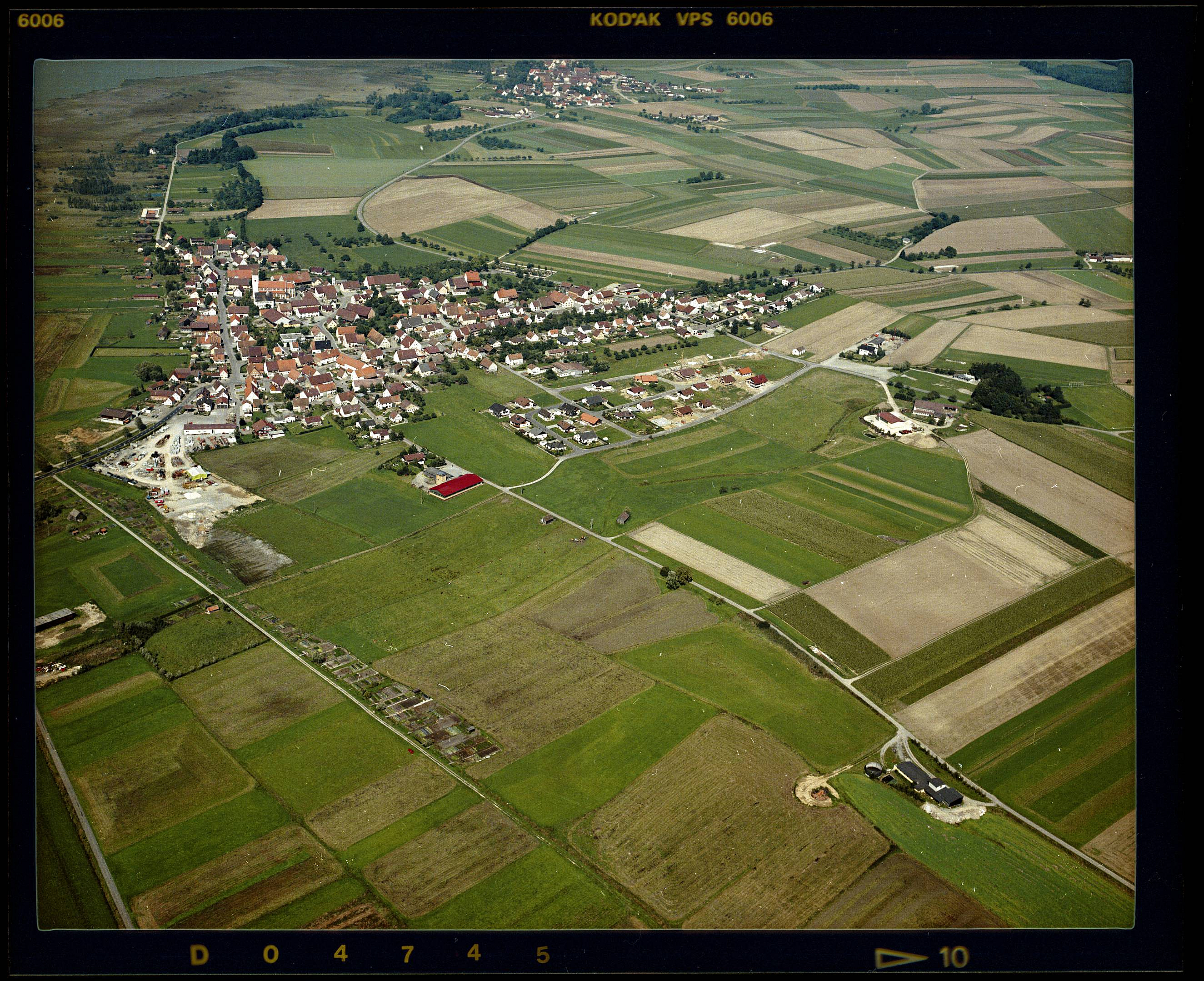
Luftbild von Oggelshausen (1985)

Oggelshausen ist eine oberschwäbische Gemeinde direkt am Federsee im Landkreis Biberach in Baden-Württemberg.

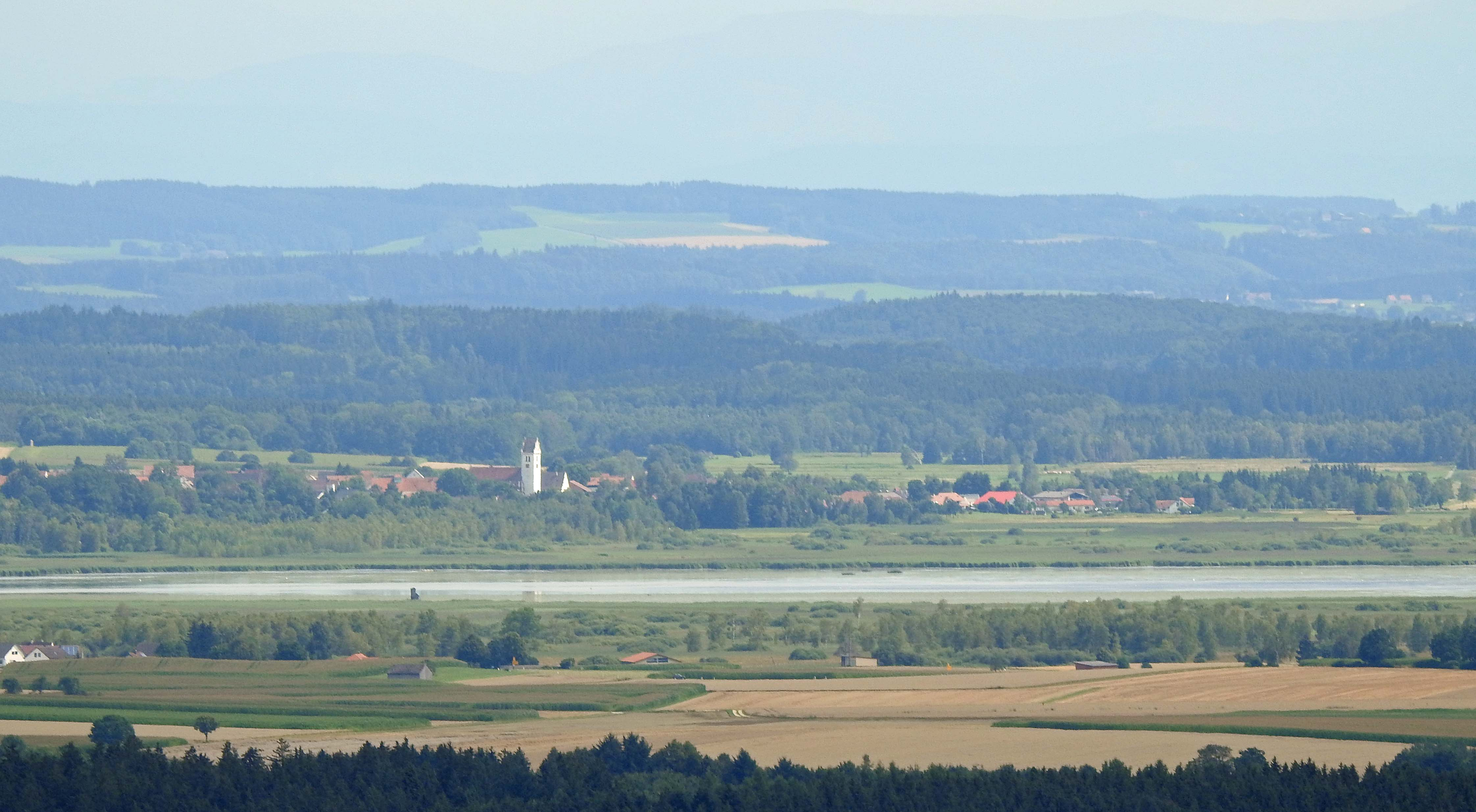
Oggelshausen mit Federsee vom Bussen aus

## Geographie

### Nachbargemeinden
Von Westen beginnend grenzt Oggelshausen an die Stadt Bad Buchau, die Gemeinde Tiefenbach, die Stadt Biberach an der Riß und die Stadt Bad Schussenried.

### Schutzgebiete
Das bedeutendste Schutzgut in Oggelshausen ist das Federseeried. Daher hat die Gemeinde Anteil an den beiden  Naturschutzgebieten Federsee und Südliches Federseeried, die gleichzeitig Bestandteile des FFH-Gebiets Federsee und Blinder See bei Kanzach und des Vogelschutzgebiets Federseeried sind. Zudem hat Oggelshausen Anteil am Landschaftsschutzgebiet Rain mit Hecken.

## Geschichte

### Geschichte zur Zeit des alten Reichs
Oggelshausen wurde im Jahr 1084 erstmals urkundlich erwähnt. Im Hochmittelalter lag das Gebiet der Gemeinde im Herzogtum Schwaben. Bis zum Untergang des Heiligen Römischen Reichs war der Ort Bestandteil der Herrschaft Warthausen und somit ein Teil von Vorderösterreich. Die Grundherrschaft am Ort lag bis zum Beginn des 18. Jahrhunderts zum großen Teil in den Händen des Damenstifts Buchau und des Patriziergeschlechts Brandenburg aus Biberach an der Riß. Im Laufe des 18. Jahrhunderts konnten die Grafen von Stadion-Warthausen die Grundherrschaft am Ort erwerben.  

### Seit der Zugehörigkeit zu Württemberg
Im Zuge der Mediatisierung fiel Oggelshausen 1805 an das Kurfürstentum Württemberg, welches 1806 zum Königreich erhoben wurde. Der Ort blieb noch bis 1809 beim Amt Warthausen, ehe er 1810 dem Oberamt Riedlingen unterstellt wurde, bei welchem er für mehr als ein Jahrhundert zugeordnet blieb. Bei der Kreisreform während der NS-Zeit in Württemberg kam Oggelshausen 1938 zum Landkreis Saulgau. Im Jahre 1945 wurde die Gemeinde Teil der Französischen Besatzungszone und gelangte somit zum Nachkriegsland Württemberg-Hohenzollern, welches 1952 im Bundesland Baden-Württemberg aufging. Seit der Kreisreform von 1973 ist Oggelshausen Teil des Landkreises Biberach. Durch die Gründung des Gemeindeverwaltungsverbandes Bad Buchau, welchem Oggelshausen angehört, konnte die Selbständigkeit der Gemeinde bis heute erhalten bleiben.

### Oberschwäbische Keltenstraße
Im Oggelshauser Bruckgraben befand sich eine keltische Fischfanganlage. Sie ist die fünfe Station (Handel und Ernährung bei den Kelten) der Oberschwäbischen Keltenstraße, einer 2014 eröffneten Ferienstraße als GPS-Tour zum Thema „Kelten“.

### Religion
Der Ort ist traditionell vom Katholizismus geprägt. Die römisch-katholische Kirchengemeinde St. Laurentius und St. Agatha gehört zur Seelsorgeeinheit Federsee im Dekanat Biberach der Diözese Rottenburg-Stuttgart.

## Politik

### Gemeinderat
Der Gemeinderat in Oggelshausen besteht aus den acht ehrenamtlichen Gemeinderäten und der Bürgermeisterin als Vorsitzendem. Die Bürgermeisterin ist im Gemeinderat stimmberechtigt. Bei der Kommunalwahl am 9. Juni 2024 wurde der Gemeinderat durch Mehrheitswahl gewählt. Mehrheitswahl findet statt, wenn kein oder nur ein Wahlvorschlag eingereicht wird. Die Bewerber mit den höchsten Stimmenzahlen sind dann gewählt. Die Wahlbeteiligung betrug 77,3 % (2019: 66,3 %).

### Bürgermeister
Der Bürgermeister wird für eine Amtszeit von acht Jahren gewählt. Am 21. Juli 2024 wurde Irene Brauchle, zuvor von 2016 bis 2024 Bürgermeisterin von Rot an der Rot, mit 85 Prozent der Stimmen zur Bürgermeisterin gewählt. Sie trat das Amt im Oktober 2024 an.
- 1984 bis 2005: Alois Dangel
- 2005 bis 2021: Ralf Kriz
- 2021 bis 2024: Michael Kara (CDU)
- seit 2024: Irene Brauchle

### Wappen
| Wappen der Gemeinde Oggelshausen | Blasonierung: „In Silber (Weiß) auf einem schwarzen Ast ein balzender schwarzer Birkhahn.“ |
| Wappen der Gemeinde Oggelshausen | Wappenbegründung: Das Oggelshauser Wäldchen war bis in die siebziger Jahre hinein eines der letzten Refugien des Birkwilds in Südwestdeutschland. Vor dem Zweiten Weltkrieg konnte man dort im Frühjahr noch balzende Birkhähne beobachten. Auf diese inzwischen abgegangene zoologische Besonderheit bezieht sich das Wappen, das die Gemeinde im Jahre 1930 festgelegt hat. |

## Infrastruktur

### Verkehr
Durch Oggelshausen führt als Landes-Radfernweg der Oberschwaben-Allgäu-Radweg. Er ist eine Rundstrecke über Ulm und Tettnang und verläuft dabei von Moosburg über Bad Buchau nach Oggelshausen und weiter über Tiefenbach und Seekirch nach Alleshausen, einmal fast um den Federsee herum.

## Kultur und Sehenswürdigkeiten
- Skulpturenfeld: 1969 und 1970 fanden in Oggelshausen zwei internationale Bildhauersymposien mit insgesamt 15 Bildhauern aus fünf Ländern statt. Die von ihnen geschaffenen 15 Steinskulpturen sind seither als „Skulpturenfeld Oggelshausen“ zu besichtigen. Beim „Europäischen Bildhauersymposion 2000“ wurden 10 neue Skulpturen hinzugefügt.
- Katholische Pfarrkirche St. Laurentius und St. Agatha: Die heutige Pfarrkirche wurde in den Jahren 1901–1902 nach Plänen des Kirchenbaumeisters Ulrich Pohlhammer an der Stelle einer mehr als 500 Jahre alten Vorgängerkirche erbaut, die zuletzt eine barocke Ausgestaltung hatte. Der Turm von 1715 blieb erhalten. Die dreischiffige Basilika mit eingezogenem Chor ist gemäß der Bauzeit ganz im Stil der Neugotik gehalten. Im Jahr 1914 erhielt sie eine qualitätvolle, alle Wandflächen und die Deckengewölbe umfassende Ausmalung durch die Firma Bubenhofer aus Gossen bei St. Gallen und die Firma Eisele aus Alleshausen.[7]
- weitere Kulturdenkmale sind in der Liste der Kulturdenkmale in Oggelshausen verzeichnet.

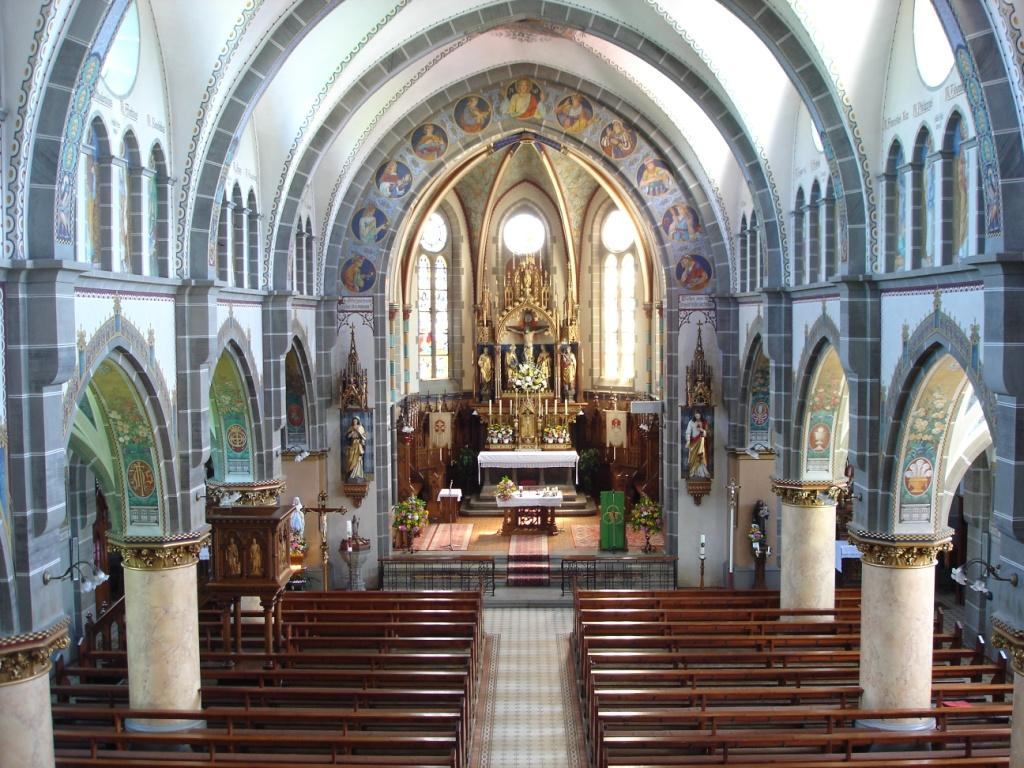
Kirche Oggelshausen
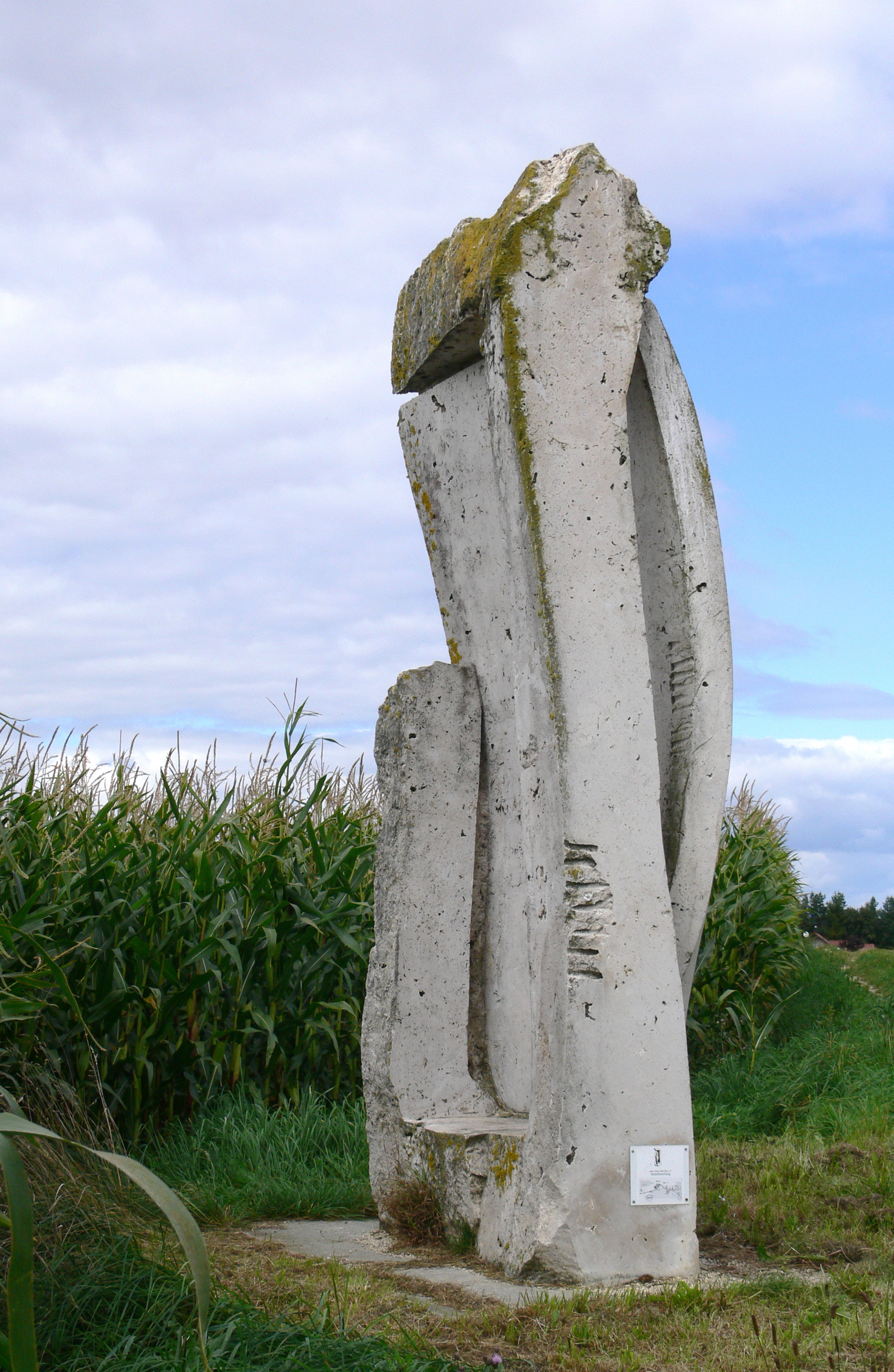
Skulpturenfeld Oggelshausen: Skulptur von Josef Nadj, 2000